# Lista nagród i nominacji Stromae’a
Lista nagród i nominacji Stromae’a – belgijskiego muzyka. Artysta zdobył 37 nagród w różnych kategoriach, oraz otrzymał 74 nominacji.

## ADISQ
| Rok  | Gala rozdania | Nagroda     | Kategoria                                                  | Wynik   |
| ---- | ------------- | ----------- | ---------------------------------------------------------- | ------- |
| 2012 | ADISQ         | Félix Award | International Francophone Artist Most Successful in Québec | Wygrana |

## Berlin Music Video Award
| Rok  | Gala rozdania            | Nagroda                  | Teledysk    | Wynik     |
| ---- | ------------------------ | ------------------------ | ----------- | --------- |
| 2014 | Berlin Music Video Award | Berlin Music Video Award | „Papaoutai” | Nominacja |
| 2015 | Berlin Music Video Award | Berlin Music Video Award | „Ta fête”   | Nominacja |

## DMA
| Rok  | Gala rozdania | Nagroda            | Kategoria             | Wynik   |
| ---- | ------------- | ------------------ | --------------------- | ------- |
| 2010 | DMA           | Danish Music Award | Årets udenlandske hit | Wygrana |

## Elle Style Award
| Rok  | Gala rozdania    | Nagroda          | Kategoria          | Wynik     |
| ---- | ---------------- | ---------------- | ------------------ | --------- |
| 2010 | Elle Style Award | Elle Style Award | Artist of the Year | Nominacja |

## European Border Breakers Award
| Rok  | Gala rozdania                  | Nagroda                        | Kategoria | Wynik   |
| ---- | ------------------------------ | ------------------------------ | --------- | ------- |
| 2011 | European Border Breakers Award | European Border Breakers Award | Cheese    | Wygrana |

## Festival Award Europe
| Rok  | Gala rozdania         | Nagroda               | Kategoria                        | Wynik     |
| ---- | --------------------- | --------------------- | -------------------------------- | --------- |
| 2014 | Festival Award Europe | Festival Award Europe | Best Newcomer Act                | Wygrana   |
| 2014 | Festival Award Europe | Festival Award Europe | Headliner of the Year            | Nominacja |
| 2014 | Festival Award Europe | Festival Award Europe | Anthem of the Year („Papaoutai”) | Nominacja |

## Globe de cristal
| Rok  | Gala rozdania    | Nagroda          | Kategoria                                    | Wynik   |
| ---- | ---------------- | ---------------- | -------------------------------------------- | ------- |
| 2014 | Globe de cristal | Globe de cristal | Meilleur interprète masculin (Racine carrée) | Wygrana |

## Grands Prix Sacem
| Rok  | Gala rozdania     | Nagroda | Kategoria                                                | Wynik   |
| ---- | ----------------- | ------- | -------------------------------------------------------- | ------- |
| 2013 | Grands Prix Sacem | Sacem   | Prix Rolf Marbot de la chanson de l’année („Formidable”) | Wygrana |

## Europejskie Nagrody Muzyczne MTV
| Rok  | Gala rozdania                    | Nagroda                | Kategoria                                   | Wynik     |
| ---- | -------------------------------- | ---------------------- | ------------------------------------------- | --------- |
| 2010 | Europejskie Nagrody Muzyczne MTV | MTV Europe Music Award | Najlepszy holenderski i belgijski wykonawca | Nominacja |
| 2011 | MTV Europe Music Award           | MTV Europe Music Award | Najlepszy belgijski wykonawca               | Nominacja |
| 2013 | MTV Europe Music Award           | MTV Europe Music Award | Najlepszy belgijski wykonawca               | Wygrana   |

## Music Industry Award
| Rok  | Gala rozdania         | Nagroda              | Kategoria                           | Wynik   |
| ---- | --------------------- | -------------------- | ----------------------------------- | ------- |
| 2010 | Music Industry Award  | Music Industry Award | Hit van het jaar („Alors on danse”) | Wygrana |
| 2010 | Music Industry Award  | Music Industry Award | Doorbraak                           | Wygrana |
| 2013 | Music Industry Award  | Music Industry Award | Hit van het jaar („Formidable”)     | Wygrana |
| 2013 | Music Industry Award  | Music Industry Award | Dance                               | Wygrana |
| 2013 | Music Industry Award  | Music Industry Award | Solo man                            | Wygrana |
| 2013 | Music Industry Award  | Music Industry Award | Pop                                 | Wygrana |
| 2013 | Music Industry Award  | Music Industry Award | Beste videoclip („Formidable”)      | Wygrana |
| 2013 | Music Industry Award  | Music Industry Award | Beste auteur/componist              | Wygrana |
| 2013 | Music Industry Award  | Music Industry Award | Beste artwork (Racine carrée)       | Wygrana |
| 2013 | Music Industry Award  | Music Industry Award | Album (Racine carrée)               | Wygrana |
| 2014 | Music Industry Awards | Music Industry Award | Hit van het jaar („Ta fête”)        | Wygrana |
| 2014 | Music Industry Awards | Music Industry Award | Pop                                 | Wygrana |
| 2014 | Music Industry Awards | Music Industry Award | Solo man                            | Wygrana |
| 2014 | Music Industry Awards | Music Industry Award | Live act                            | Wygrana |
| 2014 | Music Industry Awards | Music Industry Award | Videoclip („Ta fête”)               | Wygrana |

## NRJ Music Award
| Rok  | Gala rozdania   | Nagroda                           | Kategoria                                            | Wynik         |
| ---- | --------------- | --------------------------------- | ---------------------------------------------------- | ------------- |
| 2010 | NRJ Music Award | NRJ Young Talent Revelation Award |                                                      | Wygrana       |
| 2011 | NRJ Music Award | NRJ Music Award                   | Chanson internationale de l’année („Alors on danse”) | Nominacja     |
| 2011 | NRJ Music Award | NRJ Music Award                   | Révélation francophone de l’année                    | Pre–nominacja |
| 2013 | NRJ Music Award | NRJ Music Award                   | Artiste masculin francophone de l’année              | Wygrana       |
| 2013 | NRJ Music Award | NRJ Music Award                   | Chanson francophone de l’année („Formidable”)        | Wygrana       |
| 2013 | NRJ Music Award | NRJ Music Award                   | Clip de l’année („Formidable”)                       | Nominacja     |
| 2013 | NRJ Music Award | NRJ Music Award                   | Clip de l’année („Papaoutai”)                        | Nominacja     |
| 2014 | NRJ Music Award | NRJ Music Award                   | Award d’honneur                                      | Wygrana       |
| 2014 | NRJ Music Award | NRJ Music Award                   | Clip de l’année („Ta fête”)                          | Nominacja     |
| 2014 | NRJ Music Award | NRJ Music Award                   | Artiste masculin francophone de l’année              | Nominacja     |

## Octaves de la musique
| Rok  | Gala rozdania         | Nagroda | Kategoria                                  | Wynik   |
| ---- | --------------------- | ------- | ------------------------------------------ | ------- |
| 2014 | Octaves de la musique | Octave  | Album de chanson française (Racine carrée) | Wygrana |
| 2014 | Octaves de la musique | Octave  | Artiste de l’année                         | Wygrana |
| 2014 | Octaves de la musique | Octave  | Prix du public Bel RTL                     | Wygrana |

## Red Bull Elektropedia Award
| Rok  | Gala rozdania               | Nagroda                     | Kategoria                      | Wynik     |
| ---- | --------------------------- | --------------------------- | ------------------------------ | --------- |
| 2013 | Red Bull Elektropedia Award | Red Bull Elektropedia Award | Artiste de l’année             | Wygrana   |
| 2013 | Red Bull Elektropedia Award | Red Bull Elektropedia Award | Meilleur album (Racine carrée) | Nominacja |

## Ultratop Download Award
| Rok  | Gala rozdania           | Nagroda                 | Wynik   |
| ---- | ----------------------- | ----------------------- | ------- |
| 2010 | Ultratop Download Award | Ultratop Download Award | Wygrana |
| 2013 | Ultratop Download Award | Ultratop Download Award | Wygrana |

## Urban Music Award
| Rok  | Gala rozdania     | Nagroda           | Kategoria                      | Wynik     |
| ---- | ----------------- | ----------------- | ------------------------------ | --------- |
| 2014 | Urban Music Award | Urban Music Award | Best Electronic/Dance Act 2014 | Nominacja |

## Victoires de la musique
| Rok  | Gala rozdania           | Nagroda  | Kategoria                                                    | Wynik     |
| ---- | ----------------------- | -------- | ------------------------------------------------------------ | --------- |
| 2011 | Victoires de la musique | Victoire | Album de musiques électroniques ou dance de l’année (Cheese) | Nominacja |
| 2014 | Victoires de la musique | Victoire | Artiste masculin de l’année                                  | Wygrana   |
| 2014 | Victoires de la musique | Victoire | Album de chansons de l’année (Racine carrée)                 | Wygrana   |
| 2014 | Victoires de la musique | Victoire | Vidéo–clip de l’année („Formidable”)                         | Wygrana   |
| 2014 | Victoires de la musique | Victoire | Vidéo–clip de l’année („Papaoutai”)                          | Nominacja |
| 2014 | Victoires de la musique | Victoire | Chanson originale de l’année („Formidable”)                  | Nominacja |
| 2014 | Victoires de la musique | Victoire | Chanson originale de l’année („Papaoutai”)                   | Nominacja |

## World Music Award
| Rok  | Gala rozdania     | Nagroda           | Kategoria                                          | Wynik     |
| ---- | ----------------- | ----------------- | -------------------------------------------------- | --------- |
| 2014 | World Music Award | World Music Award | World’s Best Selling Benelux Artist                | Wygrana   |
| 2014 | World Music Award | World Music Award | World’s Best Selling Eastern European Artist/Group | Wygrana   |
| 2014 | World Music Award | World Music Award | World’s Best Live Act                              | Nominacja |
| 2014 | World Music Award | World Music Award | World’s Best Entertainer of the Year               | Nominacja |
| 2014 | World Music Award | World Music Award | World’s Best Male Artist                           | Nominacja |
| 2014 | World Music Award | World Music Award | World’s Best Album (Racine carrée)                 | Nominacja |
| 2014 | World Music Award | World Music Award | World’s Best Song („Formidable”)                   | Nominacja |
| 2014 | World Music Award | World Music Award | World’s Best Song („Papaoutai”)                    | Nominacja |
| 2014 | World Music Award | World Music Award | World’s Best Song („AVF”)                          | Nominacja |
| 2014 | World Music Award | World Music Award | World’s Best Song („Bâtard”)                       | Nominacja |
| 2014 | World Music Award | World Music Award | World’s Best Song („Moules frites”)                | Nominacja |
| 2014 | World Music Award | World Music Award | World’s Best Song („Ta fête”)                      | Nominacja |
| 2014 | World Music Award | World Music Award | World’s Best Song („Tous les mêmes”)               | Nominacja |
| 2014 | World Music Award | World Music Award | World’s Best Video („Formidable”)                  | Nominacja |
| 2014 | World Music Award | World Music Award | World’s Best Video („Papaoutai”)                   | Nominacja |
| 2014 | World Music Award | World Music Award | World’s Best Video („AVF”)                         | Nominacja |
| 2014 | World Music Award | World Music Award | World’s Best Video („Bâtard”)                      | Nominacja |
| 2014 | World Music Award | World Music Award | World’s Best Video („Moules frites”)               | Nominacja |
| 2014 | World Music Award | World Music Award | World’s Best Video („Ta fête”)                     | Nominacja |
| 2014 | World Music Award | World Music Award | World’s Best Video („Tous les mêmes”)              | Nominacja |